# Сакре, Роберт
Роберт Сакре (англ. Robert Sacre; родился 6 июня 1989 в Батон-Руже, штат Луизиана) — профессиональный баскетболист, выступающий за японский клуб «Хитачи Санрокетс». Сакре имеет двойное гражданство: США и Канады. Выступает за национальную сборную Канады. Играет на позиции центрового. На драфте НБА 2012 года был выбран во втором раунде под общим 60-м номером.

## Ранние годы
Роберт Сакре родился в Батон-Руже, штат Луизиана. Его отец — бывший игрок Национальной футбольной лиги Грег Ляфлёр, мать — бывший игрок женской баскетбольной команды Университета штата Луизиана Лесли Сакре. Когда Роберту исполнилось семь, мать уехала с ним к себе на родину, в Канаду, воспитывала сына одна. Сакре вырос в Норт-Ванкувере в канадской провинции Британская Колумбия.
В восьмом классе Роберт имел рост выше двух метров. Сакре решил заняться баскетболом без давления со стороны матери, которая настаивала лишь на том, чтобы её сын научился плавать. Он учился в старшей школе Хендсворта и в школьные годы был одним из лучших баскетболистов Канады среди своих сверстников. В 2006 году он помог школьной команде выиграть чемпионат Британской Колумбии и был признан самым ценным игроком финального матча, в котором набрал 17 очков, сделал 12 подборов и 4 блок-шота. В выпускном классе Сакре в среднем за игру набирал 25 очков, делал 12 подборов и ставил 4,5 блок-шота. В 2005 году его начали привлекать в молодёжную сборную Канады, за которую он выступал в отборочных матчах к чемпионату мира 2006 года.
На момент окончания школы в 2007 году Сакре был оценен сайтом Rivals.com 10-м среди центровых и 102-м среди всех игроков.
Летом 2007 года Сакре поступил в Университет Гонзаги, получив спортивную стипендию. В сезоне 2007/2008 он был резервистом университетской баскетбольной команды «Бульдогс», выступавшей в первом дивизионе Национальной ассоциации студенческого спорта. В качестве новичка Сакре проводил на площадке в среднем девять минут за игру, набирал 3 очка и делал 2 подбора. В начале сезона 2008/2009 он сломал ногу, из-за чего этот сезон не был засчитан для него по медицинским причинам. Со следующего сезона полностью восстановившийся после травмы Сакре стал стартовым центровым «Бульдогс» и в среднем за игру набирал 10,3 очков, делал 5,4 подбора и 1,9 блок-шотов. В двух последующих сезонах он своего уровня не снижал. В 2011 и 2012 годах Сакре включали в символическую сборную конференции Западного побережья, в 2012 году он был признан лучшим обороняющимся игроком конференции. За всё время, проведённое в университетской команде, Сакре сыграл 136 матчей, в которых набрал 1270 очков, сделал 679 подборов и поставил 186 блок-шотов.

## Профессиональная карьера
28 июня 2012 года 23-летний Сакре был выбран во втором раунде драфта НБА командой «Лос-Анджелес Лейкерс» под общим 60-м номером. Он выступал за команду в Летней лиге, принял участие в пяти играх, в которых набирал в среднем 9 очков, делал 6 подборов и ставил 1 блок-шот. 7 сентября Сакре подписал с «Лейкерс» свой первый профессиональный контракт.

## Статистика

### Статистика в НБА
| Сезон                                                                                    | Команда | Регулярный сезон | Регулярный сезон | Регулярный сезон | Регулярный сезон | Регулярный сезон | Регулярный сезон | Регулярный сезон | Регулярный сезон | Регулярный сезон | Регулярный сезон | Регулярный сезон | Серия плей-офф | Серия плей-офф | Серия плей-офф | Серия плей-офф | Серия плей-офф | Серия плей-офф | Серия плей-офф | Серия плей-офф | Серия плей-офф | Серия плей-офф | Серия плей-офф |
| Сезон                                                                                    | Команда | GP               | GS               | MPG              | FG%              | 3P%              | FT%              | RPG              | APG              | SPG              | BPG              | PPG              | GP             | GS             | MPG            | FG%            | 3P%            | FT%            | RPG            | APG            | SPG            | BPG            | PPG            |
| ---------------------------------------------------------------------------------------- | ------- | ---------------- | ---------------- | ---------------- | ---------------- | ---------------- | ---------------- | ---------------- | ---------------- | ---------------- | ---------------- | ---------------- | -------------- | -------------- | -------------- | -------------- | -------------- | -------------- | -------------- | -------------- | -------------- | -------------- | -------------- |
| 2012/13                                                                                  | Лейкерс | 32               | 3                | 6,4              | 37,5             | -                | 63,6             | 1,1              | 0,2              | 0,0              | 0,3              | 1,3              | 2              | 0              | 2,1            | 0,0            | -              | -              | 1,0            | 0,0            | 0,5            | 0,0            | 0,0            |
| 2013/14                                                                                  | Лейкерс | 65               | 13               | 16,8             | 47,7             | -                | 68,1             | 3,9              | 0,8              | 0,4              | 0,7              | 5,4              | Не участвовал  | Не участвовал  | Не участвовал  | Не участвовал  | Не участвовал  | Не участвовал  | Не участвовал  | Не участвовал  | Не участвовал  | Не участвовал  | Не участвовал  |
| 2014/15                                                                                  | Лейкерс | 67               | 18               | 16,9             | 41,2             | 0,0              | 67,1             | 3,5              | 0,8              | 0,4              | 0,6              | 4,6              | Не участвовал  | Не участвовал  | Не участвовал  | Не участвовал  | Не участвовал  | Не участвовал  | Не участвовал  | Не участвовал  | Не участвовал  | Не участвовал  | Не участвовал  |
| 2015/16                                                                                  | Лейкерс | 25               | 1                | 12,8             | 41,3             | -                | 65,8             | 2,9              | 0,6              | 0,2              | 0,4              | 3,5              | Не участвовал  | Не участвовал  | Не участвовал  | Не участвовал  | Не участвовал  | Не участвовал  | Не участвовал  | Не участвовал  | Не участвовал  | Не участвовал  | Не участвовал  |
|                                                                                          | Всего   | 189              | 35               | 14,5             | 43,6             | 0,0              | 67,1             | 3,1              | 0,7              | 0,3              | 0,6              | 4,2              | 2              | 0              | 2,1            | 0,0            | -              | -              | 1,0            | 0,0            | 0,5            | 0,0            | 0,0            |
| Наведите курсор мыши на аббревиатуры в заголовке таблицы, чтобы прочесть их расшифровку. |         |                  |                  |                  |                  |                  |                  |                  |                  |                  |                  |                  |                |                |                |                |                |                |                |                |                |                |                |

### Статистика в Джи-Лиге
| Сезон                                                                                    | Команда                 | Регулярный сезон | Регулярный сезон | Регулярный сезон | Регулярный сезон | Регулярный сезон | Регулярный сезон | Регулярный сезон | Регулярный сезон | Регулярный сезон | Регулярный сезон | Регулярный сезон | Серия плей-офф | Серия плей-офф | Серия плей-офф | Серия плей-офф | Серия плей-офф | Серия плей-офф | Серия плей-офф | Серия плей-офф | Серия плей-офф | Серия плей-офф | Серия плей-офф |
| Сезон                                                                                    | Команда                 | GP               | GS               | MPG              | FG%              | 3P%              | FT%              | RPG              | APG              | SPG              | BPG              | PPG              | GP             | GS             | MPG            | FG%            | 3P%            | FT%            | RPG            | APG            | SPG            | BPG            | PPG            |
| ---------------------------------------------------------------------------------------- | ----------------------- | ---------------- | ---------------- | ---------------- | ---------------- | ---------------- | ---------------- | ---------------- | ---------------- | ---------------- | ---------------- | ---------------- | -------------- | -------------- | -------------- | -------------- | -------------- | -------------- | -------------- | -------------- | -------------- | -------------- | -------------- |
| 2012/13                                                                                  | Лос-Анджелес Ди-Фендерс | 7                | 7                | 32,7             | 43,9             | -                | 91,7             | 8,4              | 0,6              | 0,4              | 1,4              | 11,4             | Не участвовал  | Не участвовал  | Не участвовал  | Не участвовал  | Не участвовал  | Не участвовал  | Не участвовал  | Не участвовал  | Не участвовал  | Не участвовал  | Не участвовал  |
|                                                                                          | Всего                   | 7                | 7                | 32,7             | 43,9             | -                | 91,7             | 8,4              | 0,6              | 0,4              | 1,4              | 11,4             | Не участвовал  | Не участвовал  | Не участвовал  | Не участвовал  | Не участвовал  | Не участвовал  | Не участвовал  | Не участвовал  | Не участвовал  | Не участвовал  | Не участвовал  |
| Наведите курсор мыши на аббревиатуры в заголовке таблицы, чтобы прочесть их расшифровку. |                         |                  |                  |                  |                  |                  |                  |                  |                  |                  |                  |                  |                |                |                |                |                |                |                |                |                |                |                |

### Статистика в колледже
| Сезон                                                                                   | Команда | GP  | GS  | MPG  | FG%  | 3P%   | FT%  | RPG | APG | SPG | BPG | PPG  |  |
| --------------------------------------------------------------------------------------- | ------- | --- | --- | ---- | ---- | ----- | ---- | --- | --- | --- | --- | ---- |  |
| 2007/08                                                                                 | Гонзага | 29  | 10  | 9,3  | 44,4 | -     | 63,4 | 1,8 | 0,2 | 0,2 | 0,2 | 2,8  |  |
| 2008/09                                                                                 | Гонзага | 5   | 0   | 8,8  | 71,4 | -     | 62,5 | 2,8 | 0,0 | 0,2 | 0,4 | 3,0  |  |
| 2009/10                                                                                 | Гонзага | 34  | 33  | 25,3 | 52,6 | 100,0 | 62,9 | 5,4 | 0,6 | 0,7 | 1,9 | 10,3 |  |
| 2010/11                                                                                 | Гонзага | 35  | 35  | 25,8 | 48,8 | 0,0   | 82,3 | 6,3 | 1,1 | 0,8 | 1,9 | 12,5 |  |
| 2011/12                                                                                 | Гонзага | 33  | 33  | 26,4 | 51,1 | 0,0   | 76,1 | 6,3 | 0,7 | 0,4 | 1,4 | 11,6 |  |
|                                                                                         | Всего   | 136 | 111 | 21,7 | 50,4 | 25,0  | 73,5 | 5,0 | 0,7 | 0,5 | 1,4 | 9,3  |  |
| Наведите курсор мыши на аббревиатуры в заголовке таблицы, чтобы прочесть их расшифровку |         |     |     |      |      |       |      |     |     |     |     |      |  |

### Статистика в других лигах
| Сезон | Команда          | Лига    | GP  | GS  | MPG  | FG%  | 3P%  | FT%  | RPG | APG | SPG | BPG | PFL | TOV | PPG  |
| --- | ---------------- | ------- | --- | --- | ---- | ---- | ---- | ---- | --- | --- | --- | --- | --- | --- | ---- |
| 2016/17 | Сан Рокерс Сибуя | Би лига | 34  | 32  | 29,8 | 44,7 | 14,3 | 78,0 | 8,8 | 1,4 | 0,9 | 0,9 | 2,0 | 1,7 | 15,8 |
| 2017/18 | Сан Рокерс Сибуя | Би лига | 60  | 56  | 26,4 | 48,2 | 30,8 | 75,0 | 7,6 | 1,4 | 0,7 | 0,7 | 2,3 | 1,6 | 16,5 |
| 2018/19 | Сан Рокерс Сибуя | Би лига | 60  | 60  | 33,9 | 51,8 | 25,0 | 78,1 | 9,2 | 1,5 | 0,8 | 0,9 | 1,9 | 1,1 | 19,4 |
| Всего | Всего            | Всего   | 154 | 148 | 30,1 | 48,9 | 25,0 | 76,9 | 8,5 | 1,4 | 0,8 | 0,8 | 2,1 | 1,4 | 17,5 |
| Наведите курсор мыши на аббревиатуры в заголовке таблицы, чтобы прочесть их расшифровку Статистика приведена с сайта basketball.realgm.com |                  |         |     |     |      |      |      |      |     |     |     |     |     |     |      |